# Stefano Argilli
Stefano Argilli est un footballeur italien né le 5 janvier 1973 à Rimini, en Émilie-Romagne.

## Carrière
- 1991-1996 : Rimini CFC  Italie
- 1996-2005 : AC Sienne  Italie
- 2005-2006 : Modène FC  Italie
- 2005-2007 : AS Livourne  Italie
- 2006-2008 : Frosinone Calcio  Italie
- 2007-2009 : US Cremonese  Italie
- 2009-2010 : AC Monteriggioni  Italie